# Chữ Nôm
Ne doit pas être confondu avec Chữ nho.
«  Vietnamien démotique » redirige ici. Pour les autres significations, voir Vietnamien et Démotique.

« Chữ nôm » en vietnamien moderne (alphabet latin) et ancien (chữ nôm).

Le chữ nôm (𡨸喃, littéralement « écriture du sud »), également appelé quốc âm 國音 (« son ou phonétique nationale ») ou nam âm 南音 (« son ou phonétique du Sud ») dans les textes, mais différent du quốc ngữ 國語 (« langue nationale ») qui désigne l’écriture latine moderne, est l'écriture vietnamienne utilisant les sinogrammes (appelés hán tự en vietnamien). Ce système logographique a été le seul moyen de noter le vietnamien jusqu'au XIVe siècle, et n'était alors utilisé que par les élites instruites en chinois. Le chữ nôm a désormais presque totalement disparu du Viêt Nam, remplacé par une romanisation en caractères latins dotés de signes diacritiques, le quốc ngữ. La prononciation de ces caractères est appelée en vietnamien âm Nôm (音喃).

## Origines

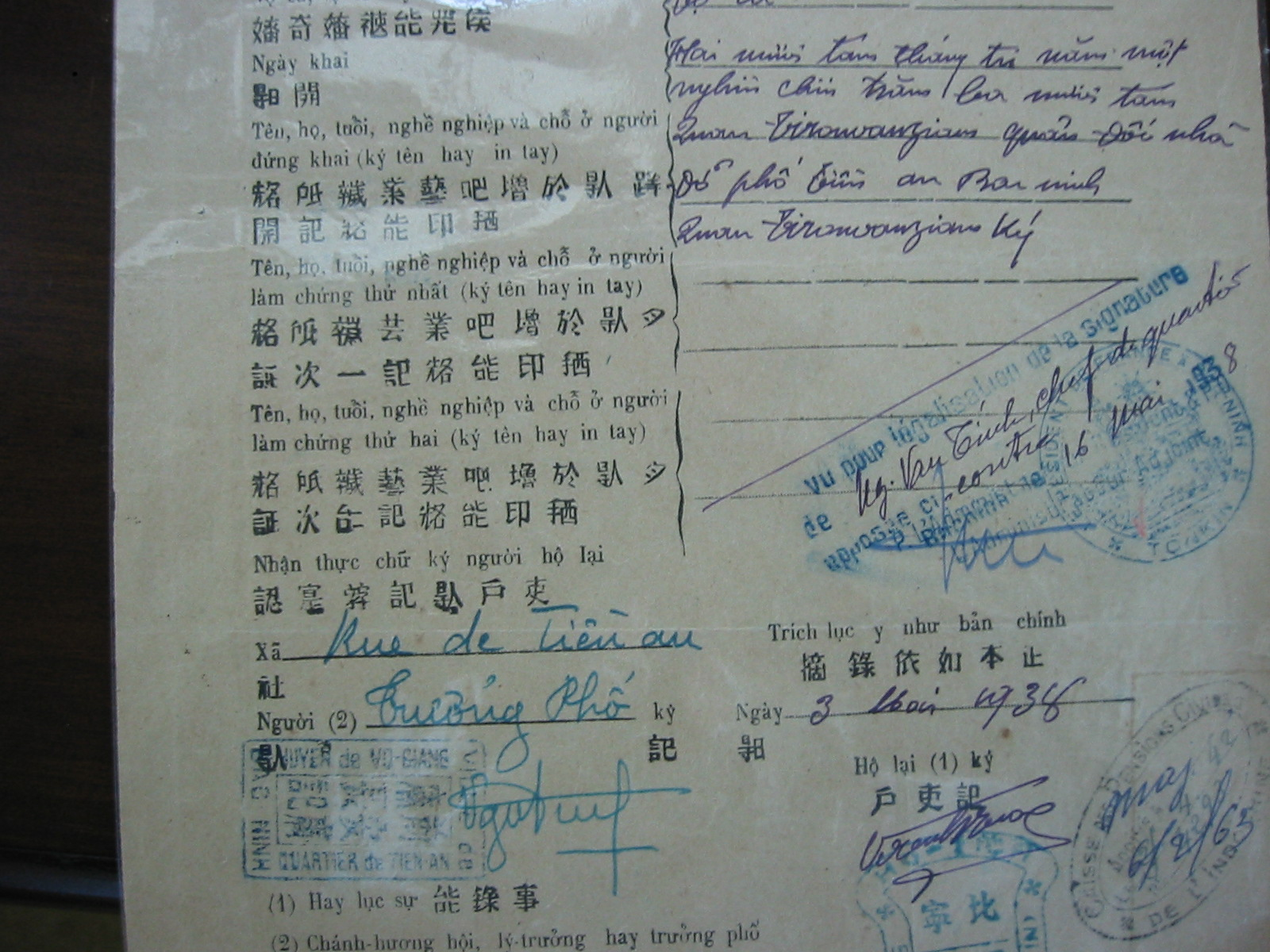
Certificat de naissance de 1938, en Nöm, quốc ngữ et deux tampons en français, dont celui du résident

Le chữ nôm était connu à l'origine sous le nom de quốc âm (國音, littéralement « prononciation nationale »), supposé être apparu vers le Xe siècle, en remplacement du très ancien Chữ Nho (écriture des universitaires vietnamiens confucéens) et du Chữ Hán, fondé sur l’écriture du chinois médiéval déjà pas très bien adaptée à l’ancienne prononciation sino-vietnamienne) afin de mieux rendre compte de la prononciation du vietnamien classique (devenu une langue clairement distinguée).
Après l'indépendance du Viêt Nam vis-à-vis de la Chine en 939, les intellectuels commencèrent à développer leur système d'écriture propre, le quốc âm, toujours fondé sur les sinogrammes chinois (comme dans l’ancien Chữ Nho) mais représentant le vietnamien (les deux langues n'avaient en effet plus grand-chose en commun). L'ancien nom du Viêt Nam, Đại (Cồ) Việt, utilisait justement le quốc âm. Une inscription en quốc âm a été trouvée sur une cloche en bronze à Do Son. Elle est datée de 1076, mais l'exactitude de cette datation est sujette à caution. À partir de cette date, et pendant presque 1 000 ans, le vietnamien fut noté quasi exclusivement en quốc âm (devenu plus tard chữ nôm), que ce soit la littérature, la philosophie, l'histoire, les lois, les édits, etc.  

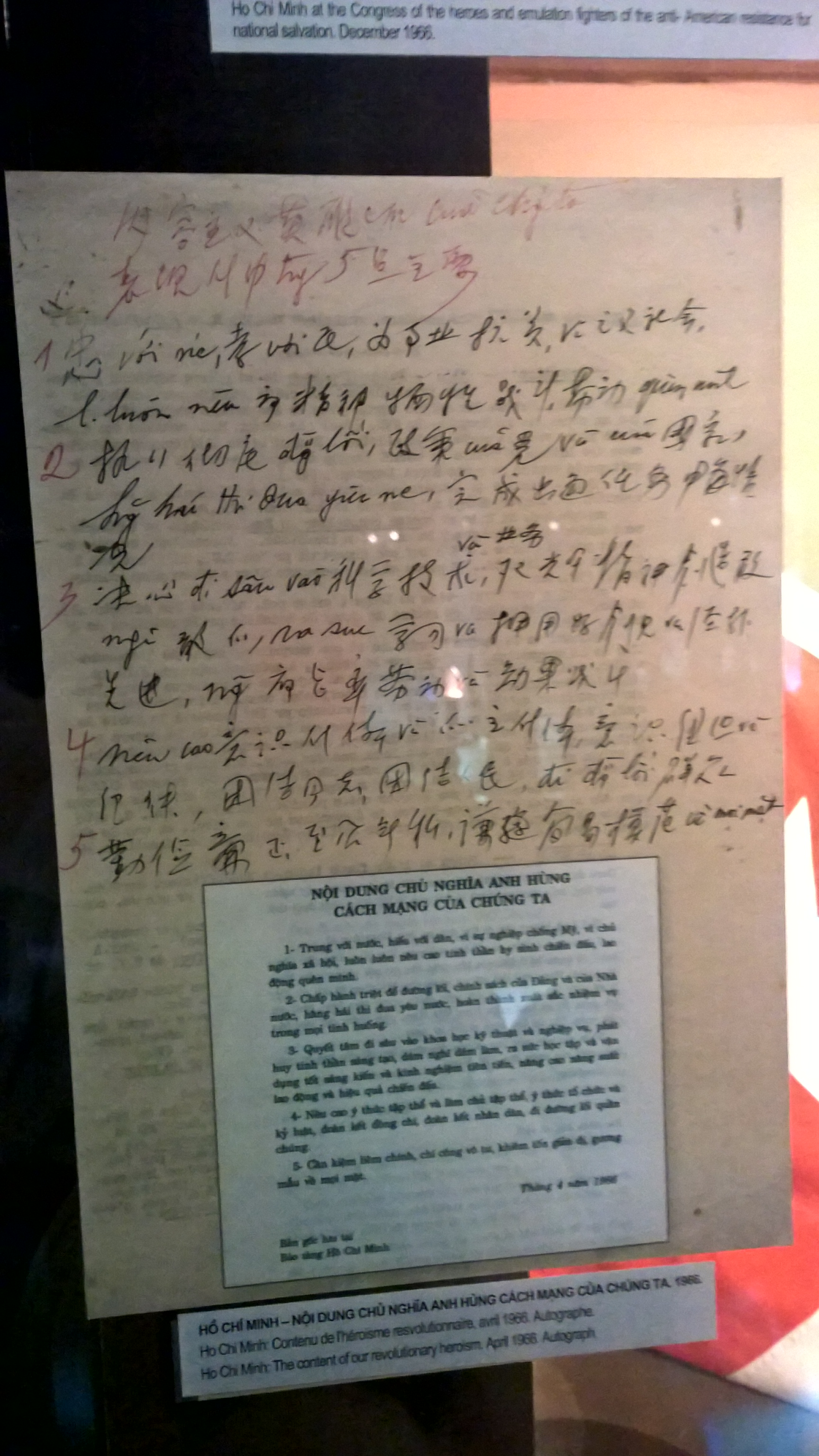
Texte de 1966 mélangeant Chữ Nôm et écriture latine

Le chữ nôm est l’adaptation du quốc âm, qui se développe alors (en abandonnant définitivement certaines formes résiduelles de l’ancien chữ nho) avec des sinogrammes supplémentaires spécifiquement vietnamiens (non nécessairement phonétiques), pour l’écriture exclusive du vietnamien (classique et moderne). Le changement de nom de cette écriture ne traduit pas de différence dans l’écriture sinographique elle-même mais son évolution et son adaptation en même temps que la langue elle-même. La plus ancienne trace avérée du chữ nôm connue à ce jour se trouve sur une stèle du temple de Bao Ân et est datée de 1209. Durant les 14 ans de règne des empereurs Tây Sơn (1788-1802), tous les documents administratifs furent écrits en chữ nôm. Au XVIIIe siècle, la plupart des grands poètes et écrivains écrivaient en chữ nôm.
Avec l'invention au XVIIe siècle du quốc ngữ — une transcription fondée sur l’alphabet latin —, le chữ nôm disparut progressivement. De plus, en 1920, le gouvernement colonial promulgua un décret contre son utilisation, au profit du quốc ngữ. Ce phénomène de disparition a évolué à un point tel qu'aujourd'hui, moins de 100 spécialistes sont capables de lire couramment le chữ nôm, ce qui fait que 80 millions de locuteurs vietnamiens n'ont pas accès à l'histoire écrite du Viêt Nam. Quelques moines bouddhistes, ainsi que les Jing (vietnamiens exilés en Chine), sont capables de déchiffrer globalement un texte en chữ nôm.
Cependant, sous formes d'imprimés, de papiers peints, d'objets décoratifs, conjuratoires, religieux, de sculptures, etc., les caractères chữ nôm gardent une place particulière dans les évènements importants, mariages, fêtes, décès et dans le contexte de divers cultes.
Des efforts du gouvernement vietnamien ont été faits pour redonner une place au chữ nôm dans le système éducatif afin de préserver la compréhension de l’héritage culturel des plus de 1 000 ans de la civilisation vietnamienne avant la colonisation française. Les caractères propres au chữ nôm ont été intégrés au standard Unicode, et des logiciels ont été conçus pour taper en chữ nôm. Les polices le contenant n'ont été développées que récemment.

## Principes
Les sinogrammes étaient utilisés à l'origine pour noter exclusivement le chữ nho (du chinois classique). Le chữ nôm a étendu l'usage de ces caractères de diverses manières, de même que de nouveaux sinogrammes furent créés, à l'instar des kokuji au Japon, mais de façon beaucoup plus abondante.
Il existe plusieurs types de structures qu'on peut subdiviser en plusieurs catégories.

### Emprunts simples (chữ vay mượn đơn)
- Phonétiques (de caractères à prononciation identique ou approximative): identiques ou modifiés (morphologiquement simplifiés) : 卒 (tốt = bon, de qualité), 意 (ấy = ce…là)
- Sémantiques (de caractères à sens généralement identique): identiques ou modifiés (morphologiquement simplifiés) : 蓮 (sen = lotus), 爫 (làm = faire), etc.

### Caractères composés (chữ tự tạo)
- a. de deux caractères (ou éléments) sémantiques : 𡗶 (trời = ciel, Dieu), 𠆳 (trùm = chef, pontife, magnat), …
- b. de deux caractères (ou éléments) phonétiques : 𢁋 (trăng = lune), …
- c. de deux caractères (ou éléments) sémantique et phonétique : 𠫾 (đi = aller, marcher), 𡎢 (ngồi = s'asseoir), 唭 (cười=rire, sourire), …
- d. d'un caractère sémantique ou phonétique et d'un signe différenciateur (deux types dits dấu nháy et dấu cá) : 叨 (đeo = porter pendant), 𡀬 (tủi = se sentir humilié ; s'apitoyer sur soi), …

NB : Les caractères de (a) sont très limités. Ceux de (b) sont limités et semblent ne concerner que les mots anciens à initiales doubles: bl-, tl-, ml-, … Les caractères de (c) sont, avec les emprunts phonétiques simples, les plus courants. Pour l'instant, il est difficile d'affirmer qu'il existe également des caractères composés de plus de deux éléments. Les caractères empruntés, sémantiques ou phonétiques, employés seuls ou combinés, peut faire l'objet d'une simplification par suppression de partie entière. Ceci est d'autant plus vrai pour les caractères composés où le trop grand nombre de traits pousse à la simplification et à la suppression de parties.

### Emprunts sémantiques
De nombreux termes ont été empruntés tels quels en vietnamien, et sont écrits avec le sinogramme qui servait à noter le terme d'origine en chinois. Par exemple : 味 vị « goût » (wèi  en mandarin moderne), 年 niên « année » (nián en mandarin moderne). De plus, on relève de nombreux mots lexicalisés en vietnamien avant même l'introduction des hán tự, et qui ont par conséquent conservé une prononciation plus archaïque. Ces termes sont aussi notés avec le sinogramme correspondant en chinois classique. Exemples de sinogrammes chinois classiques empruntés : 味 mùi (équivalent à vị en vietnamien, « goût »), 年 năm (équivalent à niên en vietnamien, « année »).

### Emprunts phonétiques
Une quantité importante de mots vietnamiens sont notés par des sinogrammes dont le sens ne correspond pas, mais utilisés de manière phonétique (comme les ateji japonais) : ce sont les chữ giả tá (𡨸假借), « des mots empruntés ». Ces caractères n'ont qu'une valeur phonétique, leur signification originelle n'étant pas prise en considération. Cela fait que ces caractères prennent un sens nouveau, voire plusieurs significations qui leur deviennent propres.

### Inventions de caractères
Beaucoup de symboles nouveaux furent inventés pour noter des termes vietnamiens (de manière similaire aux kokuji japonais) : ce sont les chữ thuần nôm, « symboles propres au nôm ». Ces nouveaux logogrammes sont souvent des idéo-phonogrammes, c'est-à-dire des caractères empruntés pour leur prononciation auxquels on rajoute un radical permettant une nouvelle analyse sémantique, formant par conséquent un nouveau caractère. Dans certains cas, il existait déjà en chinois un caractère similaire à celui créé mais avec un sens différent.

## Standardisation
En 2022, le Comité de renaissance Han-Nom du Vietnam (Ủy ban Phục sinh Hán Nôm Việt Nam) a publié le premier document de standardisation pour chữ Nôm, la liste des normes couramment utilisées chữ Hán Nôm (榜𡨸漢喃準常用 Bảng chữ Hán Nôm Chuẩn Thường dùng),,. Il y a un total de 5 524 Hán tự et chữ Nôm standard dans la liste, qui couvre 98% de la lecture et de l'écriture quotidiennes du vietnamien moderne.